# 東浜海岸

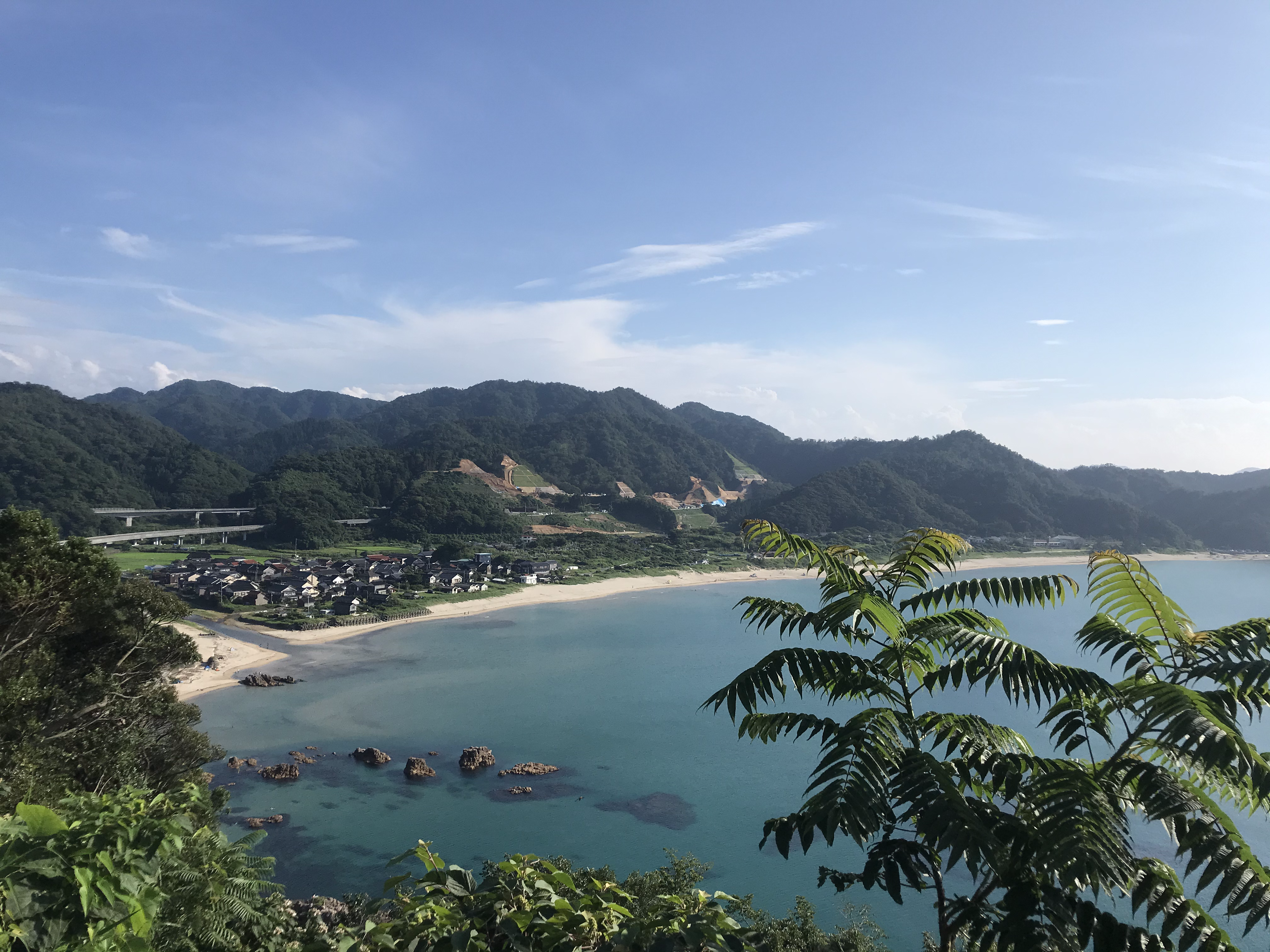
東浜海水浴場（東浜展望台より）

東浜海岸（ひがしはまかいがん）は、鳥取県岩美郡岩美町陸上（くがみ）にある海岸。岩美町の最東端に位置し、海岸には海水浴場「東浜海水浴場」がある。同海水浴場についても本項で記述する。
東浜海岸は、国の天然記念物である浦富海岸の一部をなす。浦富海岸は、日本の国立公園である山陰海岸国立公園の一部であり、世界ジオパークの山陰海岸ジオパークの一部でもある。日本百景、日本の白砂青松百選、日本の渚百選などに選ばれている。
海岸には、バーベキュー場「東浜海岸野外施設」が整備されている。

## 沿革
- 1955年（昭和30年）6月20日 - 東浜海岸が山陰海岸国定公園に指定される。
- 1963年（昭和38年）7月15日 - 東浜海岸が山陰海岸国立公園に指定される。
- 2010年（平成22年）10月4日 - 世界ジオパークネットワーク（GGN）への加盟が認定される。

## 東浜海水浴場
東浜海水浴場（ひがしはまかいすいよくじょう）は、東浜海岸にある海水浴場。海の家である陸上パーキングが管理している。
東浜海水浴場は、鳥取県による水質調査で、最高ランクである「AA」を記録した。

## 交通アクセス
- JR山陰本線 東浜駅より徒歩4分[11]。